# Мастроцци, Валентино
Валентино Мастроцци (итал. Valentino Mastrozzi; 25 июля 1729, Терни, Папская область — 13 мая 1809, Рим, Папская область) — итальянский куриальный кардинал. Секретарь Священной Конгрегации доброго управления с 1758 по 1778. Камерленго Священной Коллегии кардиналов с 1 января 1809 по 13 мая 1809. Кардинал-священник с 23 февраля 1801 года, с титулом церкви Сан-Лоренцо-ин-Панисперна с 20 июля 1801 по 13 мая 1809.